# Питър Джаксън
Сър Питър Робърт Джаксън (на английски: Peter Robert Jackson) е новозеландски кинорежисьор, сценарист и продуцент.
Става световноизвестен с едноименната кинотрилогия по романа „Властелинът на пръстените“ на британския писател Дж. Р. Р. Толкин.
Носител е на награда „Бодил“, награди „Златен глобус“, 3 награди „Оскар“, 4 награди на БАФТА, 4 награди „Хюго“, 6 награди „Сатурн“. Кавалер е на новозеландския Орден за заслуги от 2002 г., рицар-кавалер на новозеландския Орден за заслуги от 2010 г. заради приноса му към филмовата индустрия и член на Ордена на Нова Зеландия от 2012 г. Има звезда на Холивудската алея на славата от 2014 г.

## Биография

### Ранни години
Питър Джаксън е роден на 31 октомври 1961 г. в Уелингтън, но израства в градчето Пукаруа Бей, Нова Зеландия. Още от детските си години обича да фотографира, а по-късно един от приятелите на семейството му подарява видеокамера, давайки по този начин начало на една от най-ярките кинематографични биографии. Неведнъж Джаксън е споменавал, че любимият му филм е Кинг Конг (на английски: King Kong). На 9-годишна възраст той се опитва да направи негова версия на екранизацията, използвайки собствени модели.
На 16 години Джаксън напусна училището, в което се обучава, и започва работа като фотогравьор за местен вестник. По време на седемте години, които прекарва на тази длъжност, той живее с родителите си, което му позволява да спестява средства за закупуването на желаното от него филмово оборудване. След първите две години, прекарани в местния вестник, той успява да закупи 16 mm камера, с която започва да снима късометражния филм „Лош вкус“ (на английски: Bad Taste).
Още от първите опити с камерата Джаксън започва да набляга на специалните ефекти, първоначално експериментирайки с минимални средства, а по-късно започва по-сериозни опити. Реално той няма опит в правенето на филми, но се учи на режисура и специални ефекти на базата на опитите и грешките. Така той участва в конкурс за късометражен филм, като в неговия филм чудовище разрушава град. Питър успява да заснеме това филмче с помощта на покадрова анимация.
Като млад родител Джаксън се запознава с творбите на Джон Роналд Руел Толкин, след като гледа анимацията Властелинът на пръстените (1978 г.) на Ралф Бакши, която се базира на прословутата фентъзи трилогия на Толкин.

### Първи филми
През 1983 г. започва да снима любителски пародийни филми за нашествия на извънземни, оживяване на мъртъвци („Лош вкус“) и др. На тези филми Джаксън е не само режисьор, но и сценарист, оператор и монтажист, както и играе няколко роли, включително една от главните.
По време на снимките на филма „Лош вкус“ Джаксън започва да разбира, че проектът излиза от рамката на любителското кино, въпреки че филмът се прави с минимални средства (бюджетът му е 3000 щ.д.). Филмът е доработван четири години, след което един от приятелите на Джаксън, който работи в киноиндустрията, успява да организира прожекцията на филма на Кинофестивала в Кан през 1987 г. Филмът предизвиква множество доброжелателни отзиви и е продаден за показ в 12 страни. През 1990 г. на фестивала на фантастичното кино в Рим, Италия, „Лош вкус“ е удостоен с премията на зрителите.

### Професионална кариера
В края на 80-те години Джаксън постоянно работи в съавторство със своята съпруга Фран Уолш, която отначало е сценарист на филмите му, а по-късно става част от продуцентската група. Двамата са собственици на няколко компании, обезпечаващи кинопроизводството, както организационно, така и технически – WingNut Films, Weta Workshop и студиото за специални ефекти Weta Digital.
Първият му професионален филм е „Живите мъртви“ (1992) – история за това как екзотична маймуна попада в градски зоопарк и става причина за епидемия, която прави от хората живи мъртъвци. Този филм носи на Джъксън няколко награди, включително голямата награда на „Международния филмов фестивал на фантастичното кино Авориаз“, Франция, през 1993 година.
През 1994 година Джаксън режисира драма, създадена по истински случай – „Божествени създания“, като филмът получава номинация за Академична награда „Оскар“. Освен това „Божествени създания“ е дебютен филм за бъдещата филмова звезда Кейт Уинслет. Филмът получава Голямата награда на кинофестивала в Жерармере 1995 г.
Скоро след като филмира „Божествени създания“, Робърт Земекис кани Джаксън да режисира високобюджетната продукция „Сянката на смъртта“ (на английски: The Frighteners) (1996). В мистичния трилър главната роля играе Майкъл Джей Фокс.

#### Властелинът на пръстените
След като завършва „Сянката на смъртта“, Питър започва подготовка и снимки за своя шедьовър „Властелинът на пръстените“. Филмите от трилогията излизат в продължение на три години: 2001 – „Властелинът на пръстените: Задругата на Пръстена“, 2002 – „Властелинът на пръстените: Двете кули“ и през 2003 г. – „Властелинът на пръстените: Завръщането на краля“. Снимките на лентите започват на 11 октомври 1999 г., като голяма част от сцените са заснети в Нова Зеландия. Трилогията се радва на изключително голям успех на световната сцена и прави Джаксън една от най-популярните личности във филмовата индустрия. Третата част от поредицата (Завръщането на краля) се приема с бурно одобрение от критиците, което ѝ носи 11 награди Оскар, сред които тези за най-добър филм и най-добър режисьор, и редица други престижни отличия и номинации. Тя се превръща в едва второто продължение на филмова продукция, която успява да спечели Оскар за най-добра лента след Кръстникът 2.
Майката на Джаксън, Джоан, умира три дни преди премиерата на първата част от трилогията (Задругата на пръстена). В нейна чест след погребението ѝ се състои специално представяне на филма.
След завършването на последната част от сагата, Завръщането на краля, Джаксън се подлага на специален хранителен режим, който води до значителни резултати – той успява да свали 23 kg. Това се потвърждава от факта, че Джаксън става неразпознаваем за някои от своите фенове. В интервю за „Дейли Телеграф“, той споделя, че му е омръзнало от наднорменото му тегло и е дошъл моментът за промяна и допълва: „Смених начина си на хранене. От хамбургери преминах на кисело мляко и мюсли, което дава резултат.“

#### Хобит
Участието на Джаксън в създаването на филмовата екранизация по романа „Хобит“ (на английски: The Hobbit) на Джон Р. Р. Толкин е доста колоритно и изпълнено с редица предизвикателства. През ноември 2006 г. Питър Джаксън и Фран Уолш заявяват, че няма да бъдат част от продукцията поради съдебен спор между Wingnut Films (продуцентската компания на Джаксън) и New Line Cinema. 
Коментарът на изпълнителния директор на New Line Cinema Робърт Шайе е, че Джаксън никога повече няма да прави филми заедно с New Line Cinema, докато той заема този пост. Това обаче поражда голямо недоволство в интернет пространството, като дори се стига до закани за бойкотиране на филмите на продуцентската компания. В резултат на това, през август 2007 г. Шайе предприема инициатива за изглаждане на професионалните взаимоотношения с Джаксън. На 18 декември 2007 г. официално е оповестено, че Питър Джаксън и New Line Cinema са постигнали договорка за създаването на два филма по романа „Хобит“ на Джон Р.Р. Толкин, които трябва да бъдат пуснати на големия екран през 2012 г. и 2013 г. Джаксън е трябвало да бъде сценарист и изпълнителен продуцент, а режисурата е поверена на Гилермо дел Торо. В началото на 2010 г. обаче Дел Торо се отказва от проекта поради значителното му забавяне, в резултат на което Джаксън поема режисурата на продукцията. Снимките започват на 20 март 2011 г. На 30 юли 2012 г. Питър Джаксън заявява чрез своя профил в социалната мрежа Facebook, че първоначално предвидените два филма за „Хобит“ ще бъдат три, подобно на трилогията Властелинът на пръстените.

## Филмография
| Година | Филм                                             | Функционира като | Функционира като | Функционира като  | Функционира като | Функционира като |
| Година | Филм                                             | Режисьор         | Сценарист        | Продуцент         | Бележки |                  |
| ------ | ------------------------------------------------ | ---------------- | ---------------- | ----------------- | --- | ---------------- |
| 1976   | The Valley                                       | Да               | Да               | Да                | Камео: златоръсач #4 Късометражен филм; също оператор, монтажист, гримьор, дизайн на костюми и супервайзър на специалните ефекти |                  |
| 1987   | Bad Taste                                        | Да               | Да               | Да                | Роли: Дерек и Роберт също монтажист, супервайзър на специални ефекти и грим                                                      |                  |
| 1989   | Meet the Feebles                                 | Да               | Да               | Да                | Камео: Член на публиката в театъра, носещ маската също оператор и кукловод                                                       |                  |
| 1989   | Worzel Gummidge Down Under Balbous Cauliflower   | Не               | Не               | Не                | Роля: Джок също специални ефекти                                                                                                 |                  |
| 1992   | Valley of the Stereos                            | Не               | Не               | Да                | Късометражен филм |                  |
| 1992   | Braindead                                        | Да               | Да               | Не                | Камео: Помощник на гробаря също аниматор                                                                                         |                  |
| 1994   | Божествени създания                              | Да               | Да               | Да                | Некредитирано камео |                  |
| 1995   | Forgotten Silver                                 | Да               | Да               | Не                | Роля: себе си |                  |
| 1996   | Jack Brown Genius                                | Не               | Да               | Да                | |                  |
| 1996   | Сянката на смъртта                               | Да               | Да               | Да                | Некредитирано камео: Мъжът с пиърсинг                                                                                            |                  |
| 2001   | Властелинът на пръстените: Задругата на пръстена | Да               | Да               | Да                | Некредитирани камео |                  |
| 2002   | Властелинът на пръстените: Двете кули            | Да               | Да               | Да                | Некредитирано камео |                  |
| 2003   | Властелинът на пръстените: Завръщането на краля  | Да               | Да               | Да                | Некредитирано камео |                  |
| 2003   | Bogans                                           | Не               | Не               | Не                | Късометражен филм Роля: себе си                                                                                                  |                  |
| 2003   | The Long and Short of It                         | Не               | Не               | Да (изпълнителен) | Късометражен филм Роля: Шофьорът на автобус                                                                                      |                  |
| 2005   | Кинг Конг                                        | Да               | Да               | Да                | Камео: Артилерист |                  |
| 2007   | Горещи палки                                     | Не               | Не               | Не                | Некредитирано камео: Крадецът, облечен като Дядо Коледа                                                                          |                  |
| 2007   | Антураж                                          | Не               | Не               | Не                | Роля: себе си Епизод: "Gary's Desk" (сезон 4)                                                                                    |                  |
| 2008   | Crossing the Line                                | Да               | Да               | Не                | Късометражен филм |                  |
| 2008   | Over The Front: The Great War In The Air         | Да               | Да               | Да                | Документален късометражен филм                                                                                                   |                  |
| 2009   | Сектор 9                                         | Не               | Не               | Да                | |                  |
| 2009   | The Lovely Bones                                 | Да               | Да               | Да                | Некредитирано камео: Мъжът в аптеката                                                                                            |                  |
| 2011   | Приключенията на Тинтин: Тайната на еднорога     | Не               | Не               | Да                | |                  |
| 2012   | West of Memphis                                  | Не               | Не               | Да                | |                  |
| 2012   | Хобит: Неочаквано пътешествие                    | Да               | Да               | Да                | Некредитирано камео: Джудже, бягащо от Смог                                                                                      |                  |
| 2013   | The Five(ish) Doctors Reboot                     | Не               | Не               | Не                | Камео: себе си |                  |
| 2013   | Хобит: Пущинакът на Смог                         | Да               | Да               | Да                | Некредитирано камео |                  |
| 2014   | Хобит: Битката на петте армии                    | Да               | Да               | Да                | Некредитирано камео |                  |
| 2018   | They Shall Not Grow Old                          | Да               | Не               | Да                | Документален |                  |
| 2018   | Смъртоносни машини                               | Не               | Да               | Да                | Некредитирано камео |                  |
| TBA    | Проект Let It Be                                 | Да               | Не               | Да                | Документален |                  |